# Tumko Na Bhool Paayenge
Tumko Na Bhool Paayenge è un film del 2002 diretto da Pankaj Parashar.